# 巴桑 (埃罗省)
巴桑（法語：Bassan，法語發音：[basɑ̃]）是法国埃罗省的一个市镇，属于贝济耶区。

## 地理
巴桑（43°24'40"N, 3°15'13"E）面积6.79 平方千米，位于法国奧克西塔尼大區埃罗省，该省份为法国南部沿海省份，南濒地中海，西南接奥德省，西北接塔恩省和阿韦龙省，东北与加尔省接壤。
与巴桑接壤的市镇（或旧市镇、城区）包括：貝濟耶、利布龙河畔布让、埃斯蓬代扬、略朗莱贝济耶、塞尔维扬。

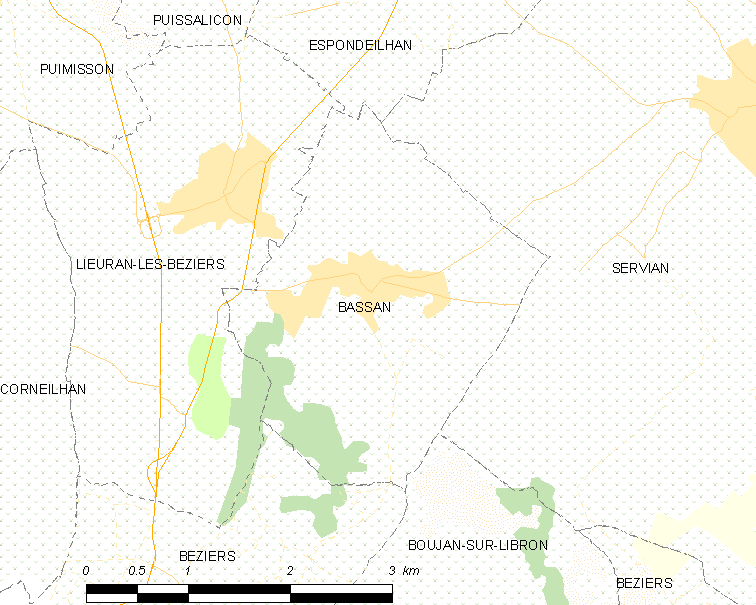
的OSM定位图

巴桑的时区为UTC+01:00、UTC+02:00（夏令时）。

## 行政
巴桑的邮政编码为34290，INSEE市镇编码为34025。

## 政治
巴桑所属的省级选区为贝济耶第三县。

## 人口

1962-2008年间人口变化图示

巴桑于2022年1月1日时的人口数量为2353人。